# Striatoptycholaemus
Striatoptycholaemus is een kevergeslacht uit de familie van de boktorren (Cerambycidae). De wetenschappelijke naam van het geslacht werd voor het eerst geldig gepubliceerd in 1956 door Lepesme & Breuning.

## Soorten
Striatoptycholaemus omvat de volgende soorten:
- Striatoptycholaemus bouakensis Lepesme & Breuning, 1956
- Striatoptycholaemus longicollis (Schwarzer, 1931)
- Striatoptycholaemus striaticollis (Boppe, 1912)
- Striatoptycholaemus variecollis (Schwarzer, 1931)